# Chorotypidae
Famille
Les Chorotypidae sont une famille d'insectes orthoptères.

## Distribution
Les espèces de cette famille se rencontrent en Asie et en Afrique tropicale.

## Liste des genres
Selon Orthoptera Species File (14 juillet 2018) :
- sous-famille Chininae Burr, 1899
  - genre China Burr, 1899
  - genre Eupatrides Brunner von Wattenwyl, 1898
- sous-famille Chorotypinae Stål
  - tribu Chorotypini Stål
    - genre Burrinia Bolívar, 1930
    - genre Chorotypus Serville, 1838
    - genre Hemierianthus Saussure, 1903
    - genre Orchetypus Brunner von Wattenwyl, 1898
    - genre Phyllochoreia Westwood, 1839
    - genre Pseudorchetypus Descamps, 1974
    - genre Scirtotypus Brunner von Wattenwyl, 1898

  - tribu indéterminée
    - genre Xiphicera Lamarck, 1817
- sous-famille Erianthinae Karsch, 1889
  - genre Bennia Burr, 1899
  - genre Bornerianthus Descamps, 1975
  - genre Butania Bolívar, 1903
  - genre Erianthella Descamps, 1975
  - genre Erianthina Descamps, 1975
  - genre Erianthus Stål, 1875
  - genre Khaserianthus Descamps, 1975
  - genre Macroerianthus Descamps, 1975
  - genre Pieltainerianthus Descamps, 1975
  - genre Pseuderianthus Descamps, 1975
  - genre Stenerianthus Descamps, 1975
  - genre Xenerianthus Descamps, 1975
- sous-famille Eruciinae Burr, 1899
  - genre Erucius Stål, 1875
- sous-famille Mnesicleinae Descamps, 1973
  - genre Adrapetes Karsch, 1889
  - genre Borneacridium Kevan, 1963
  - genre Chromomnesicles Descamps, 1974
  - genre Hyalomnesicles Descamps, 1974
  - genre Karnydia Bolívar, 1930
  - genre Lobiacris Descamps, 1974
  - genre Loximnesicles Descamps, 1974
  - genre Mnesicles Stål, 1878
  - genre Mnesiclesiella Descamps, 1974
  - genre Mnesiclesina Descamps, 1974
  - genre Odontomastax Bolívar, 1944
  - genre Paramnesicles Descamps, 1974
  - genre Philippinacridium Descamps, 1974
  - genre Pseudomnesicles Descamps, 1974
  - genre Samariella Descamps, 1974
  - genre Sibuyania Descamps, 1974
  - genre Tuberomastax Bolívar, 1944
  - genre Uvarovia Bolívar, 1930
  - genre Xenomnesicles Descamps, 1974
- sous-famille Prionacanthinae Descamps, 1973
  - genre Prionacantha Henry, 1940

## Publication originale
- Stål, 1873 : Recencio Orthopterorum. Revue critique des Orthoptères décrits par Linné, De Geer et Thunberg.